# Жерновец (Касторенский район)
Жерновец — село в Касторенском районе Курской области России. Административный центр Жерновецкого сельсовета.

## География
Село находится в восточной части Курской области, в лесостепной зоне, в пределах юго-западной части Среднерусской возвышенности, на берегах одного из притоков реки Грайворонка (приток Кшени), на расстоянии примерно 20 км (по прямой) к юго-западу от посёлка городского типа Касторное, административного центра района. Абсолютная высота — 200 м над уровнем моря.
Климат
Климат характеризуется как умеренный, со среднегодовой температурой воздуха +5,1 °C и среднегодовым количеством осадков 547 мм.
Часовой пояс
Село Жерновец, как и вся Курская область, находится в часовой зоне МСК (московское время). Смещение применяемого времени относительно UTC составляет +3:00.

## Население
| 1859 | 1897  | 2002 | 2010 |
| ---- | ----- | ---- | ---- |
| 1259 | ↗1762 | ↘624 | ↘472 |

Гендерный состав
По данным Всероссийской переписи населения 2010 года в гендерной структуре населения мужчины составляли 49,2 %, женщины — соответственно 50,8 %.
Национальный состав
Согласно результатам переписи 2002 года, в национальной структуре населения русские составляли 99 % из 624 чел.

## Улицы
| - ул. Зелёная, - ул. Луговая, - ул. Молодёжная, - ул. Речная, | - ул. Садовая, - ул. Центральная, - ул. Школьная. |